# Jean-Joseph Tranchot
 (septembre 2023).
La mise en forme du texte ne suit pas les recommandations de Wikipédia : il faut le « wikifier ».
Les points d'amélioration suivants sont les cas les plus fréquents. Le détail des points à revoir est peut-être précisé sur la page de discussion.
- Les titres sont pré-formatés par le logiciel. Ils ne sont ni en capitales, ni en gras.
- Le texte ne doit pas être écrit en capitales (les noms de famille non plus), ni en gras, ni en italique, ni en « petit »…
- Le gras n'est utilisé que pour surligner le titre de l'article dans l'introduction, une seule fois.
- L'italique est rarement utilisé : mots en langue étrangère, titres d'œuvres, noms de bateaux, etc.
- Les citations ne sont pas en italique mais en corps de texte normal. Elles sont entourées par des guillemets français : « et ».
- Les listes à puces sont à éviter, des paragraphes rédigés étant largement préférés. Les tableaux sont à réserver à la présentation de données structurées (résultats, etc.).
- Les appels de note de bas de page (petits chiffres en exposant, introduits par l'outil «  Source ») sont à placer entre la fin de phrase et le point final[comme ça].
- Les liens internes (vers d'autres articles de Wikipédia) sont à choisir avec parcimonie. Créez des liens vers des articles approfondissant le sujet. Les termes génériques sans rapport avec le sujet sont à éviter, ainsi que les répétitions de liens vers un même terme.
- Les liens externes sont à placer uniquement dans une section « Liens externes », à la fin de l'article. Ces liens sont à choisir avec parcimonie suivant les règles définies. Si un lien sert de source à l'article, son insertion dans le texte est à faire par les notes de bas de page.
- La présentation des références doit suivre les conventions bibliographiques. Il est recommandé d'utiliser les modèles {{Ouvrage}}, {{Chapitre}}, {{Article}}, {{Lien web}} et/ou {{Bibliographie}}. Le mode d'édition visuel peut mettre en forme automatiquement les références.
- Insérer une infobox (cadre d'informations à droite) n'est pas obligatoire pour parachever la mise en page.

Pour une aide détaillée, merci de consulter Aide:Wikification.
Si vous pensez que ces points ont été résolus, vous pouvez retirer ce bandeau et améliorer la mise en forme d'un autre article.

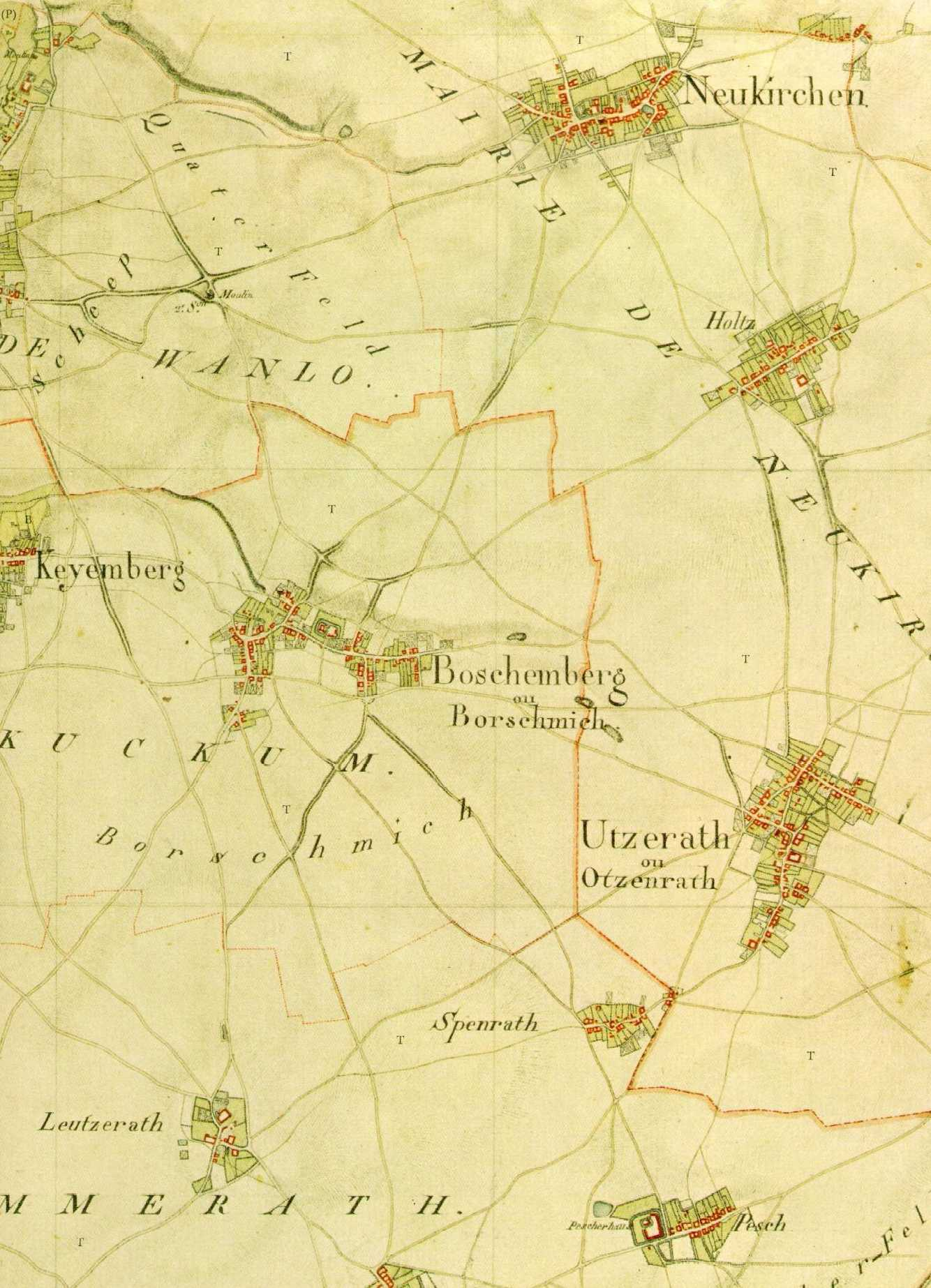
Section d'une carte de Tranchot avec les mairies de Kuckum, Wanlo, Neukirchen et Immerath

Jean-Joseph Tranchot (né le 2 janvier 1752 à Kœur-la-Petite en Lorraine et mort le 30 avril 1815 à Linas) était un géographe français. Son œuvre la plus importante est l'enregistrement topographique de la Rhénanie (carte Tranchot).

## Vie et œuvre
Jean-Joseph Tranchot est né le 2 janvier 1752 à Koeur-la-Petite, fils du menuisier Remigius Tranchot et de son épouse Maria Maury ,.
Depuis 1774, Tranchot acquiert une expérience en triangulation de la Corse, ordonnée par un édit du roi de France en 1770 . Il acquiert des connaissances approfondies en trigonométrie et en astronomie auprès de Pierre Méchain, ce qui l'aide à réaliser la cartographie de la Corse, de la Sardaigne et des zones côtières de la Toscane.
Cette tâche est accomplie grâce à l'utilisation d'une nouvelle invention, le cercle répétitif , de 1788 à 1791.
Son travail est l'objet d'une reconnaissance spéciale de l'Académie des Sciences.
Entre 1791 et 1799, après la cartographie de ces îles méditerranéennes, Tranchot est approché par l'Académie française des sciences pour accompagner Méchain comme son principal adjoint dans la mesure de la partie sud de l'arc méridien de la France. Il participe aux triangulations de Méchain entre Dunkerque, Paris et Barcelone ; et ils apprennent à s'apprécier.
Le projet débute à Barcelone et se termine à Rodez, et la mesure qui en résulte devient la base de l'unité de longueur du système métrique, le mètre . En plus de travailler avec Méchain, Tranchot a aidé Jean Baptiste Joseph Delambre à mesurer la ligne de base à Perpignan pour participer au relevé méridien .
En 1794, Tranchot est nommé au personnel scientifique du Dépôt de la Guerre. En 1801, le gouvernement français sous Napoléon Bonaparte le promeut, avec le grade de colonel, chef du "Bureau topographique de la carte des quatre Départements réunis de la rive gauche du Rhin", qui, comme des départements similaires, a été fondé spécifiquement pour la cartographie des potentiels théâtres de guerre. Les travaux durent de 1801 à 1814.
Tranchot et son équipe ont utilisé et développé des modernisations pour presque tous les aspects de leur projet. Ils ont amélioré les instruments et les méthodes de mesure, et ont inventé leurs propres directives de conception là où celles-ci manquaient. En partie secrètement et contrairement à leur client, ils ont placé l'utilisation civile des informations cartographiques au centre de leur travail. Le résultat de cet énorme effort a été une série de cartes d’une qualité sans précédent qui est encore utile aujourd’hui.
Durant cette période, Tranchot a réalisé 167 cartes de la région, désormais connues sous le nom de « Cartes Tranchot ».
Jean-Joseph Tranchot est mort le 30 avril 1815 à Linas, département de l'Essonne (près de Paris) d'un accident vasculaire cérébral .
L'enregistrement topographique de la Rhénanie fut poursuivi de 1815 à 1828 par Karl von Müffling pour le compte de la Prusse.

## Obélisque Tranchot à Aix-la-Chapelle
- Napoléon fit ériger à Aix-la-Chapelle un obélisque en hommage à la cartographie de la Rhénanie par les arpenteurs de Tranchot [6].

## Borne ou Pyramide Tranchot près du signal de Botrange
Proche du signal de Botrange, la « pyramide Tranchot » marque un point géodésique choisi par l’astronome pour l’établissement de sa carte en 1801. La borne, en forme de pyramide tronquée, est taillée dans le calcaire et porte, sur une de ses faces, l’inscription « BOTRANCHE A TRANCHOT » au-dessus de laquelle sont gravés un triangle et trois cercles imbriqués les uns dans les autres .